# Fast and Furious Crossroads
Fast and Furious Crossroads est un jeu vidéo de course basé sur la franchise de films Fast and Furious. Il est développé par Slightly Mad Studios, une filiale du développeur britannique de jeux vidéo Codemasters, et édité par Bandai Namco Entertainment. Le jeu devait sortir sur Microsoft Windows, PlayStation 4 et Xbox One en mai 2020, mais a été reporté au 7 août 2020 en raison de la pandémie de Covid-19 à la suite du report du film Fast and Furious 9.

## Système de jeu
Fast and Furious Crossroads se déroule sur des localisations mondiaux et présente les personnages principaux de la franchise de films Fast and Furious. Le jeu propose une nouvelle intrigue et des cinématographiques non-stop, qui regorge de gadgets et de voitures de sport. En plus du mode solo, qui se concentre sur l'histoire, un mode multijoueur sera également disponible dans le jeu.

## Développement et publication
Fast and Furious Crossroads est un jeu vidéo de course adapté de la série de films Fast & Furious. Il est développé par Slightly Mad Studios, connu pour la série Project CARS, édité par Bandai Namco Entertainment. Le jeu a été annoncé lors des Game Awards 2019 et devait être lancé en mai 2020 pour Microsoft Windows, PlayStation 4 et Xbox One après Fast & Furious 9 sur les écrans. Cependant, la pandémie de Covid-19 a forcé les deux travaux à être reportés. Le 27 mai 2020, il a été annoncé que le jeu devrait sortir le 7 août 2020.